# Zdobycie Arsenału
Zdobycie Arsenału (szturm na Arsenał, atak na Arsenał) – akcja zbrojna powstańców listopadowych i części ludu warszawskiego, mająca na celu opanowanie głównej zbrojowni w stolicy (Arsenału Królewskiego w Warszawie) oraz przejęcie składowanej tam broni palnej i białej dla wsparcia ruchu powstańczego; przeprowadzona wieczorem 29 listopada 1830 roku.
Zdobycie Arsenału przyczyniło się w znacznym stopniu do odparcia ataku oddziałów wojskowych skierowanych dla stłumienia rozruchów w mieście. Był to zwrotny moment nocy listopadowej, który w konsekwencji pozwolił przechylić szalę zwycięstwa na stronę powstańców podczas walk o Warszawę.

## Geneza
Zdobycie Arsenału było jednym z kluczowych – obok ataku na Belweder i rozbrojenia garnizonu rosyjskiego – punktów planu powstańczego, opracowywanego w łonie Sprzysiężenia Wysockiego. Plan ten zatwierdzono ostatecznie na naradzie spiskowców z Joachimem Lelewelem w dniu 21 listopada 1830 r., a zakomunikowano go delegatom sekcji związku na dobę przed powstaniem. Jego głównym autorem był ppor. Józef Zaliwski. Zadanie opanowania zbrojowni powierzono czterem kompaniom wyborczym rozkwaterowanym w okolicach Leszna i Starego Miasta, w tym części 4 Pułku Piechoty Liniowej. W ocenie spiskowców opanowanie Arsenału, gdzie znajdowało się kilkadziesiąt tysięcy sztuk broni palnej i białej, było nieodzownym, a nawet najważniejszym warunkiem powodzenia akcji zbrojnej, a w dalszej perspektywie – wybuchu ogólnonarodowego powstania, skierowanego przeciwko rosyjskiemu zaborcy. Zryw ten przeszedł do historii pod nazwą powstania listopadowego.
Znaczenia strategicznego Arsenału była świadoma również strona rosyjska – jeszcze przed powstaniem, w obawie przed wystąpieniem zbrojnym ludu, rozważano możliwość wywiezienia broni z budynku, względnie odkręcenia z niej kurków i zdjęcia bagnetów; ostatecznie poprzestano jedynie na zabraniu zamków skałkowych i przewiezieniu ich do prochowni na Pradze.

## Przebieg wydarzeń

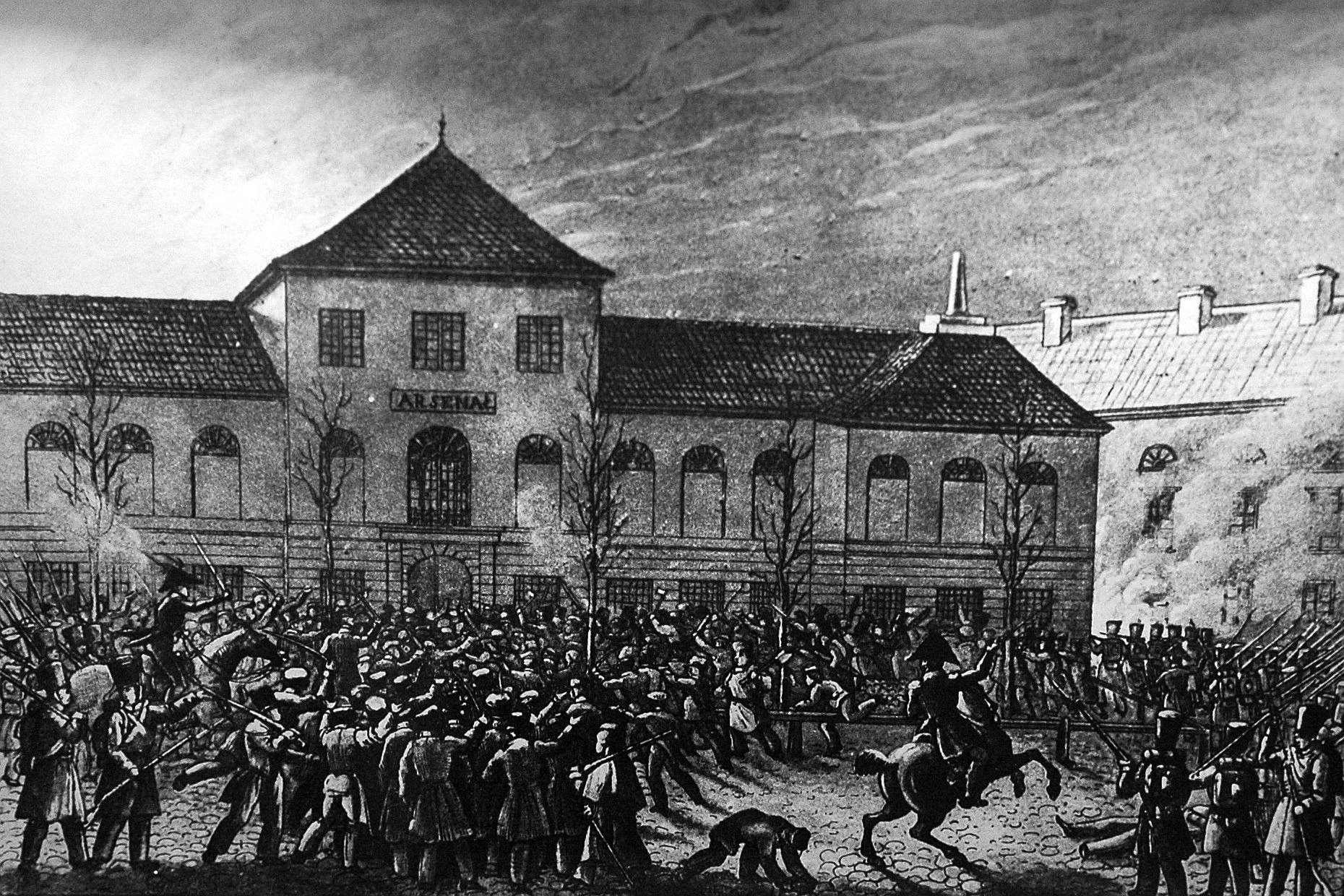
F.K. Dietrich – Arsenał w dniu 29 listopada 1830 roku w Warszawie

Szturm na Arsenał miał miejsce w poniedziałek 29 listopada 1830 r., pomiędzy godz. 20.00 a 21.00. W akcji, obok grupy wojskowych, czynny udział wzięli mieszkańcy Starego Miasta i Powiśla, zaagitowani przez cywilnych związkowych (m.in. Mochnackiego, Kozłowskiego i Bronikowskiego). Były to z reguły biedniejsze warstwy mieszczaństwa, rzemieślnicy, wyrobnicy, młodzież, akademicy, służba, księża, Żydzi, a także duża liczba kobiet – masy podatne na antyrosyjskie sentymenty i żywo reagujące na hasła wielokrotnie wznoszone tej nocy: Moskale naszych wycinają!, Polacy, do broni! Łącznie pod zbrojownią w kulminacyjnym momencie pojawił się tłum liczący kilkaset, a według niektórych relacji nawet kilka tysięcy osób.
Jeszcze przed decydującymi wydarzeniami, przy posterunkach kompanii wyborczych 5 Pułku Piechoty Liniowej w pobliżu Arsenału pojawił się m.in. Ignacy Blumer, wierny Konstantemu generał, który wzywał żołnierzy do podporządkowania się swoim rozkazom, a nawet do połączenia się z wołyńcami. W odpowiedzi żołnierze usiłowali obezwładnić generała, a gdy ten zaczął stawiać opór – padł strzał, w wyniku którego Blumer poniósł śmierć. Według Wacława Tokarza, rozkaz zastrzelenia Blumera wydał Józef Zaliwski; według Mochnackiego, śmiertelne strzały oddali grenadierzy kpt. Czarneckiego; Roślakowski i Harbut natomiast piszą o feldfeblu 5 Pułku Piechoty, jako sprawcy zabójstwa Blumera (Antoni Szomański wymienia z nazwiska sierżanta Jakuba Grabowskiego). Również nieopodal Arsenału, w rejonie skrzyżowania ul. Długiej i Bielańskiej, zginął gen. Stanisław Trębicki, odmawiający połączenia się z powstańcami.
Ponadto kompanie 5 Pułku, pod dowództwem Aleksandra (Antoniego) Czarneckiego i Lipowskiego, aresztowały przebiegających tędy oficerów rosyjskich, m.in. generałów Ksakowa i Engelmanna.

Sala środkowa Arsenału Królewskiego w Warszawie (1829)

Początek kulminacyjnej fali wydarzeń przypadł na godz. 20.00, kiedy to – zgodnie z przewidywaniami Sprzysiężonych – zaalarmowano Pułk Wołyński o rozruchach na mieście, a następnie skierowano jego batalion przeciwko powstańcom w rejon Arsenału. Zbrojownia stanowiła bowiem swego rodzaju centrum, którego zdobycie miało decydować o powodzeniu lub porażce zrywu powstańczego na jego najwcześniejszym etapie. Do Arsenału zmierzały więc „na wyścigi” pierwsze oddziały wojska zarówno polskiego, jak i rosyjskiego. Świadom grożącego niebezpieczeństwa zajęcia zbrojowni przez Rosjan, Józef Zaliwski rozkazał podpalić dom na Nalewkach – był to umówiony sygnał optyczny wzywający najbliższe oddziały polskie na pomoc pod Arsenał. Nieco wcześniej na obszarze pomiędzy Arsenałem a Ogrodem Krasińskich pojawiła się kolumna kpt. Józefa Święcickiego z 4 Pułku Piechoty Liniowej (dowódca pułku Ludwik Bogusławski usiłował zagrodzić im drogę i omal nie przypłacił tego życiem), który następnie zdał komendę kpt. Antoniemu Roślakowskiemu. Oba bataliony, polski i wołyński, stanęły naprzeciwko siebie w odległości kilkudziesięciu kroków i przez jakiś czas oczekiwały dalszego rozwoju wydarzeń. W pewnym momencie strona polska wezwała wołyńców do złożenia broni, jednak w odpowiedzi ppłk Albertow wydał rozkaz otwarcia ognia. Doszło do kilkuminutowej strzelaniny (być może także walki wręcz), w rezultacie której wołyńcy zostali zmuszeni do odwrotu „w największym nieładzie”. Zginęło od 60 do 130 wołyńców przy minimalnych stratach Polaków (według Roślakowskiego, zginął tylko jeden obrońca Arsenału). W wymianie ognia powstańców wspierali cywile strzelający z dachów i okien pobliskich domów. „Czwartacy” nie podjęli pościgu; nadrzędnym celem było w tym momencie opanowanie i zabezpieczenie zbrojowni.
Według Wacława Tokarza, sukces w starciu z wołyńcami był punktem przełomowym nocy listopadowej. Odpierając wrogie natarcie, 1 batalion 4 Pułku Piechoty uratował tym samym sprawę dalszego rozwoju powstania, czym zyskał sobie cześć i sławę wśród cywilnych mieszkańców Warszawy.
Inny zbliżający się (od ul. Długiej) do Arsenału batalion Pułku Wołyńskiego został powstrzymany ogniem kompanii 5 Pułku Piechoty. Według Maurycego Mochnackiego zginęło wówczas kilkudziesięciu Rosjan. Oba te sukcesy strony polskiej umożliwiły zdobycie Arsenału bez dalszych zakłóceń; zbrojownia została „ocalona”.

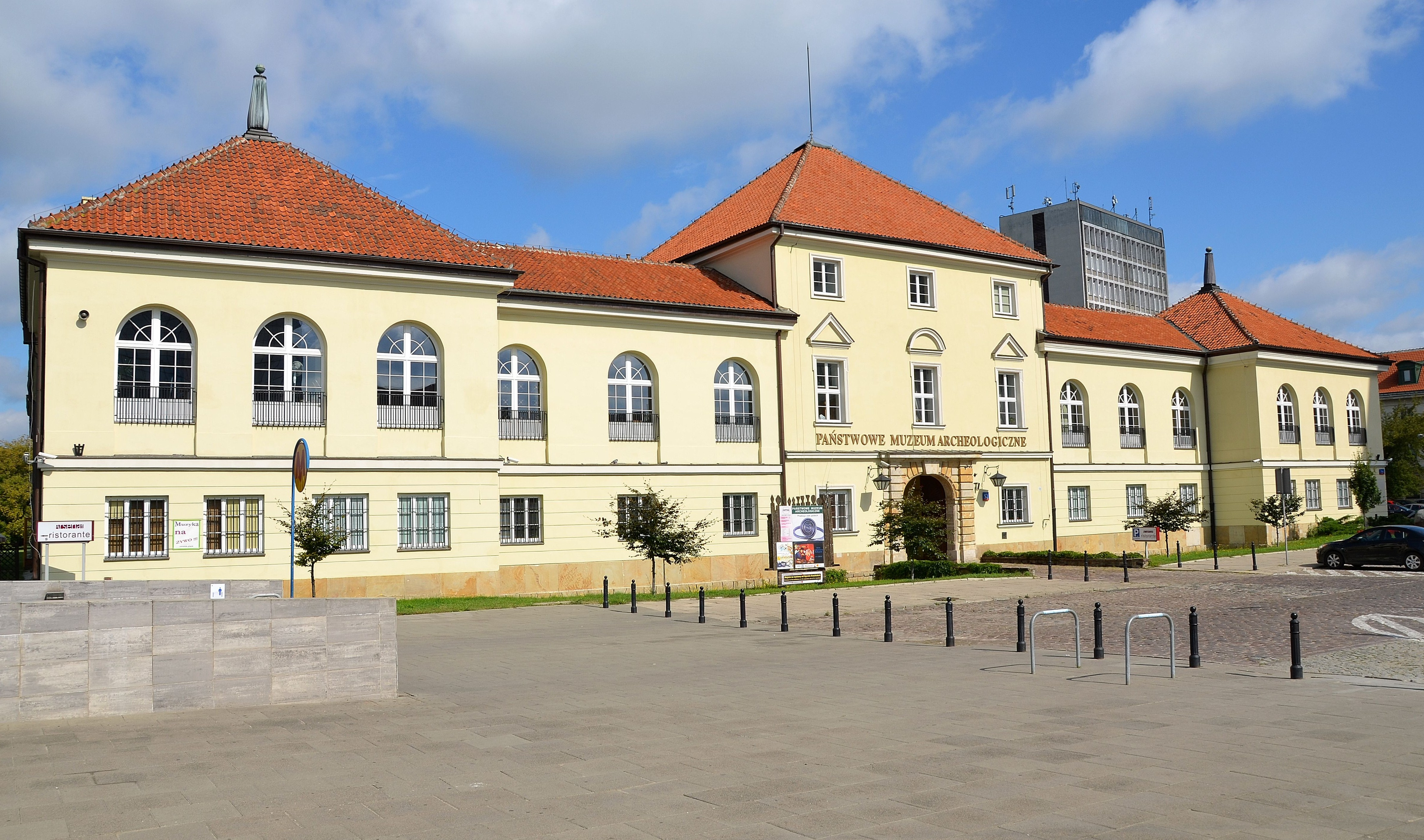
Widok współczesny miejsca wydarzeń

Tłum gęstniejący przed Arsenałem podjął pierwsze próby siłowego sforsowania potężnej dębowej bramy budynku jeszcze przed wymianą ognia na tyłach zbrojowni. Arsenału strzegło ok. 26-30 wartowników. Na odgłos walk z wołyńcami duża część cywilów rozpierzchła się, lecz był to jedynie „chwilowy popłoch” – po ustaniu walk mieszkańcy ponownie zaczęli zbierać się pod składnicą broni (niektórzy z nich byli przemocą zmuszani przez żołnierzy do ataku na Arsenał). Dzięki ich udziałowi, wydarzenia pod Arsenałem zaczęły szybko nabierać cech rewolucji ludowej, a nie tylko „awantury” wywołanej przez wąską grupę spiskowców. Presja zgromadzonego pospólstwa rosła z każdą z minutą. Tymczasowy dowódca warty ppor. Karol Janowicz przez jakiś czas skutecznie dawał odpór napierającym masom, jednak pojawienie się grupy żołnierzy ppor. Stanisława Zajączkowskiego zmusiło go do cofnięcia warty (ok. godz. 21.00); ponadto ppor. Janowicz chciał uniknąć dalszego „rozjątrzania ludzi”. Batalion saperów pod dowództwem ppor. Feliksa Nowosielskiego wyłamał kraty w oknach, tłum toporami wyrąbał otwór w bramie, odsunął rygle, a następnie wdarł się do wnętrz i pomieszczeń na piętrze, gdzie „zaopatrzył się” w broń palną i białą, a nawet muzealną – halabardy, stare szpady i rapiery. Zabór broni i przeczesywanie pomieszczeń w poszukiwaniu zamków skałkowych, naboi i prochu trwało co najmniej przez godzinę w „nieprawdopodobnym rozgardiaszu”. Masowy udział ludności cywilnej w rozbiciu Arsenału wprawdzie odbył się wbrew zakładanym planom Sprzysiężonych, jednak jego skala przyczyniła się do rozpalenia nastrojów powstańczych wśród żołnierzy, dodała im otuchy, poczucia pewności i słuszności podjętych kroków, dała im mandat moralny do walki z Rosjanami oraz pozwoliła przeciągnąć na stronę insurekcji grupy wahające się, niezdecydowane. Ponadto wystąpienie pospólstwa „przeraziło ostatecznie Konstantego”, niebędącego odtąd w stanie skutecznie przeciwdziałać „awanturze”.

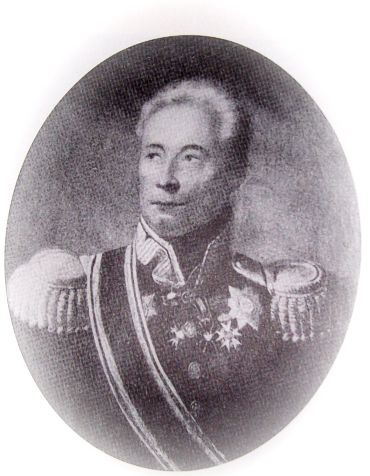
Gen. Ignacy Blumer, który zginął w czasie starć o Arsenał

W czasie zajść w Arsenale aresztowano m.in. gen. Jakuba Redla i gen. Piotra Bontempsa. Obaj sprzeciwiali się rozdawnictwu broni, co spotkało się z gwałtowną reakcją napierającego na zbrojownię tłumu, a nawet groziło im śmiercią (według Richarda Ottona Spaziera, gen. Bontempsa uratował jeden z belwederczyków – Karol Paszkiewicz). W Arsenale pojawił się również por. Wincenty Nieszokoć, który zabrał stąd karabiny dla uzbrojenia bombardierów. Tymczasowym dowódcą zbrojowni obrano ppłk. Tomasza Dietricha z Pułku Piechoty.
Po szturmie Arsenału uzbrojeni cywile, wśród nich wiele kobiet, rozbiegli się na wszystkie strony stolicy, tworząc spontanicznie „zgiełkliwe” grupy bojowe, „bardziej zaczepne od wojska”, czasem przejmowane, dowodzone i szkolone przez żołnierzy. Według Tadeusza Łepkowskiego i Józefa Dutkiewicza, to właśnie cywilny lud Warszawy wykazał się największą aktywnością i skutecznością w walkach z oddziałami antypowstańczymi, także polskimi (wiernymi Konstantemu); on też miał być faktycznym autorem zwycięstwa w nocy 29 listopada. Pod Arsenałem panował nastrój iście rewolucyjny, nastrój wrzawy i zapału do walki, bezustannie rozlegały się bojowe okrzyki i nawoływania. Cywile zmieszali się z wojskiem. Wciąż pojawiały się nowe grupy ludzi pytających o broń. Od linii Wisły powstańcy byli odtąd „panami miasta”. Wszystkie ulice prowadzące do Arsenału były obwarowane, aczkolwiek – jak dodaje Maurycy Mochnacki – ogólne rezultaty wojskowe nocy listopadowej były nikłe, gdyż ograniczyły się jedynie do obrony Arsenału, natomiast ważne zadanie opanowania południowych obrzeży stolicy oraz pojmania lub zabicia wielkiego księcia nie zostało wykonane. Mimo to, w ocenie Tadeusza Łepkowskiego, zdobycie Arsenału i uzbrojenie ludu było punktem zwrotnym w dziejach nocy listopadowej. Początkowe wystąpienie o charakterze szlachecko-wojskowym przeobraziło się pod Arsenałem w zryw ludowy, co pozwoliło przechylić szalę zwycięstwa tego wieczora na stronę powstańców. Odtąd spiskowcy byli już tylko jednym z wielu elementów masowego ruchu przeciwko zaborcy.

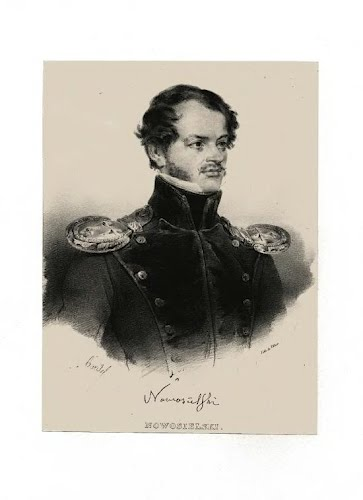
Feliks Nowosielski – jeden z głównych uczestników szturmu na Arsenał

Pod Arsenałem zgromadziło się ogółem 18 kompanii polskich, Szkoła Podchorążych (wraz z przywódcami Sprzysiężenia), część wart Pułku 4 i Pułku 7, oraz Szkoła Zimowa Artylerii. Arsenał zatem stanowił przez pewien moment nocy listopadowej swego rodzaju centrum wydarzeń; tu odbywano narady, tu następowała koordynacja i wzajemna wymiana informacji o dotychczasowych działaniach zbrojnych w mieście, stąd akademicy wyruszyli szturmować więzienie karmelickie na Lesznie – dla odbicia uwięzionych kolegów z uniwersytetu; tutaj objaśniano niezorientowanym w sytuacji powody zrywu. Stąd kierowano do dalszych zadań eskorty i patrole, do Arsenału odprowadzano aresztowanych oficerów rosyjskich, szpiegów i prowokatorów (m.in. zastrzelono tam Tobiasza Mackrotta – ojca Henryka). Tu też znajdowali się główni inicjatorzy wybuchu powstania, łącznie z Piotrem Wysockim, Józefem Zaliwskim, Karolem Szleglem i belwederczykami – aczkolwiek pomimo tej silnej koncentracji całego przywództwa Sprzysiężenia w jednym miejscu, pod Arsenałem, nie zdołało ono wyłonić żadnego ośrodka władzy; spiskowcy nie proklamowali rządu, który mógłby pokierować dalszym rozwojem insurekcji. Wręcz przeciwnie: ulegali wypadkom, a nie panowali nad nimi. W pewnym momencie podchorążowie zaczęli nawet grozić i oskarżać Wysockiego o zdradę, gdyż zamiast spodziewanych regularnych wojsk powstańczych pod Arsenałem zastali głównie tłum cywilów włamujących się do budynku, o czym wcześniej, na etapie spisku, nie było mowy. Groziło to demoralizacją wojska, a nawet rozejściem się żołnierza do koszar. Według świadectwa samego Piotra Wysockiego, był on zachęcany pod Arsenałem do ataku na ratusz (a więc siedzibę władz miejskich), którego jednak ostatecznie nie przeprowadził – z obawy przed zgromadzonymi w tamtej okolicy oddziałami nieprzyjacielskimi.
Wymiana ognia z wołyńcami pod Arsenałem była jedynym większym starciem zbrojnym tego wieczora. Polskie żywioły antypowstańcze zamierzały wprawdzie zorganizować wypad w stronę Arsenału, ale plany te skutecznie pokrzyżowały tłumy cywilów oblegających pobliski plac Bankowy. Ponadto posłuszeństwo przełożonym, z reguły przeciwnym jakimkolwiek ruchom powstańczym, wypowiadali coraz częściej młodsi oficerowie i żołnierze.
Po rozbiciu Arsenału zaczęto stawiać barykady dla zabezpieczenia tego miejsca przed spodziewanymi kolejnymi atakami Rosjan. Powstańców wspomagała w tych działaniach coraz liczniejsza rzesza mieszkańców wylegających z domów. Ustawiono tu także dwa działa ze Szkoły Wojskowej Aplikacyjnej oraz trzy działa z samego Arsenału – ogółem przystępu do zbrojowni broniło pięć dział. Jednak kolejne godziny upłynęły w tym miejscu we względnym spokoju – wielki książę Konstanty nie zdecydował się wydać rozkazu szturmu na powstańców. Uważał, że skoro „rozruchy” wszczęli Polacy, to i sami Polacy powinni je z własnej inicjatywy spacyfikować. Książę zajął w tych decydujących chwilach stanowisko „czysto obserwacyjne”. Ułatwiło to powstańcom zadanie całkowitego opanowania Warszawy w noc listopadową i dniach kolejnych. Jak stwierdza Wacław Tokarz, wielki książę Konstanty „uratował powstanie”.
30 listopada po ulicach Warszawy, także po „pięknych dzielnicach”, wciąż przemieszczały się grupy pospólstwa uzbrojonego w broń pobraną z Arsenału. Wywoływało to paniczną reakcję władz miasta, przerażonych wypadkami nocy listopadowej; wzbudzało w nich poczucie nieporządku publicznego i anarchii. Rada Administracyjna powołała więc Straż Bezpieczeństwa, której zadaniem było przywrócenie spokoju publicznego i ochrona własności prywatnej, odbieranie broni cywilom oraz czuwanie nad bezpieczeństwem. Pacyfikacyjne działania Straży Bezpieczeństwa wspierała ponadto Gwardia Akademicka, czyli paramilitarna formacja studentów, stronników gen. Józefa Chłopickiego.
O atmosferze strachu i niepewności jutra, zwłaszcza wśród zamożniejszej warstwy warszawiaków, świadczyły m.in. antyplebejskie wspomnienia Tekli Lubowidzkiej, żony wiceprezydenta Warszawy – Mateusza Lubowidzkiego:

Lepiej by może było srebra i co będzie można z domu usunąć, gdyż zwykle wszystkie powstania zaczynały się napadami i burzeniem ratuszy (…) ludzie snujący się gromadnie strachem i wstrętem mnie przejmowali.

Odbieranie broni cywilom odbywało się początkowo powoli, bez rozgłosu, ostrożnie – a to z obawy przed gwałtownym oporem wciąż groźnego i zrewoltowanego tłumu. Dopiero wraz z upływem dni, ochłodzeniem nastrojów rewolucyjnych i okrzepnięciem nowych władz, żądania zwrotu broni stawały się coraz bardziej stanowcze. Mimo to, nigdy nie zdołano odzyskać całości uzbrojenia rozebranego z Arsenału w noc listopadową. Wacław Tokarz szacuje, iż w rękach cywilów pozostało ok. 6–7 tysięcy sztuk broni. Natomiast według Witolda Huberta, w rzeczywistości ową „zaginioną” broń (tj. 25% ogólnego stanu zagrabionego z Arsenału) wykupywali z rąk ludu warszawskiego agenci Żydów, za pośrednictwem których broń ta trafiała następnie do Rosjan lub „na szmelc”.
Po upadku powstania Jakub Grabowski poszukiwany był przez warszawski Najwyższy Sąd Kryminalny za zabójstwo gen. Ignacego Blumera pod Arsenałem w noc listopadową. Groziła mu kara śmierci, zamieniona następnie w dożywotnią banicję.

## W kulturze

### Noc listopadowaStanisława Wyspiańskiego
W scenie I dramatu Stanisława Wyspiańskiego Noc listopadowa, Piotr Wysocki zapowiada zdobycie Arsenału przez Józefa Zaliwskiego. W scenie VII do ataku na zbrojownię zagrzewa podchorążych mityczna Pallas (scenę tę ukazuje również spektakl Teatru Telewizji z 1978 r. w reżyserii Andrzeja Wajdy, pod tym samym tytułem):

Ten poszedł do Arsenału. Co tchu tam lećcie, a tłumom rozdajcie bronie! Rwać bramy!

W tej samej scenie do szturmu wzywa swych towarzyszy sam Piotr Wysocki:

Dzieci, hej, bracia, laury do podziału! Do Arsenału! Do Arsenału!!

Gdy na drodze powstańcom staje gen. Stanisław Potocki i nakazuje odwrót, dochodzi do wymiany ognia pomiędzy podchorążymi Zaliwskiego a patrolem żandarmów rosyjskich – w wyniku strzelaniny gen. Potocki ginie.

### Inne
W roku 1831 Marcin Zaleski namalował obraz Wzięcie Arsenału, ukazujący scenę szturmu na zbrojownię. Obraz należy do kanonu ikonografii powstania listopadowego i jest obecnie przechowywany w zbiorach Muzeum Narodowego w Warszawie.
F.K. Dietrich wykonał inne popularne przedstawienie szturmu na Arsenał, w technice akwaforty/akwatinty (Arsenał w dniu 29 listopada 1830 roku w Warszawie). Jedną z oryginalnych odbitek dzieła przechowuje m.in. Muzeum Pałacu Króla Jana III Sobieskiego w Wilanowie.
Tadeusz Hołuj w powieści Królestwo bez ziemi opisuje dzieje żołnierzy 4 Pułku Piechoty Liniowej („czwartaków”) w latach 1815-1838. W jednym z rozdziałów ukazana jest walka o Arsenał w noc listopadową; w wymianie ognia z wołyńcami bierze udział jeden z głównych bohaterów powieści – Matus (Mateusz) Borek.
Film dokumentalny Bierzcie się bracia, do broni (reż. Grzegorz Gajewski, 2010) przedstawia wydarzenia nocy listopadowej, w tym współczesną rekonstrukcję szturmu na Arsenał.
Szturm na Arsenał wspomniany jest w 19. scenie dramatu Dzień Dwudziesty Dziewiąty Listopada (Paweł Felicjan Miłkowski, 1831). 
W noweli Zofii Kossak Przerwane posiedzenie (1936) przedstawiona została - odbywająca się w noc listopadową - dyskusja członków Towarzystwa Przyjaciół Nauk na temat poezji romantycznej. W pewnym momencie do uszu zgromadzonych osób docierają odgłosy wystrzałów - zaintrygowany Julian Ursyn Niemcewicz wychodzi na balkon, by sprawdzić, co się dzieje. Po chwili wykrzykuje: "Strzelają na Długiej i pod Arsenałem! Na Senatorskiej słychać okrzyki! Co to znaczy?!".